# 洛克人X 幻電任務
《洛克人X 幻電任務》是洛克人X系列的外傳故事，2000年10月20日發表於Game Boy Color上的專用動作遊戲。

## 概要
洛克人X系列發行在的Game Boy Color第一部外傳故事。本作採用了與洛克人世界相同的模式，將《洛克人X》與《洛克人X2》混合移植後加入新角色，並將模式分成一般模式、困難模式與完全模式，誕生出了全新的故事，本作也是卡普空發行的作品中最後一部能使用於舊型Game Boy的遊戲。

## 故事
時間點發生在『洛克人X2』的事件之後，某日非正規獵人基地中的馬薩電腦突然受到網路攻擊，各項網路數據被竄改導致了混亂，為此艾克斯與非正規獵人中的天才機器少年米迪 合作，潛入馬薩電腦中調查此事，而在馬薩電腦的資料中必須與過去打倒的敵人對戰。
但調查後卻發現此事件的犯人竟是米迪的哥哥-已經非正規化的機器人提克諾，而幕後的指使人又是西格瑪，艾克斯又將出動阻止他的野心。

## 外部連結
- ロックマンX サイバーミッション - CAPCOM公式サイト